# Ірсен Кючюк
Ірсен Кючюк (тур. İrsen Küçük; 1940 — 10 березня 2019) — турецько-кіпріотський політик, прем'єр-міністр Турецької Республіки Північного Кіпру з 17 травня 2010 року і до 13 червня 2013 року.

## Біографія
Ірсен Кючюк народився 1940 року. 1966 року закінчив аграрний факультет Університету Анкари зі ступенем магістра. З 1966 по 1968 роки працював у Туреччини, потім до 1973 року — в Департаменті тваринництва Республіки Кіпр.
1976 року вперше обраний в Національні збори від Партії національної єдності. На наступних виборах 1981 року переобраний. З 1976 по 1983 роки працював в уряді Мустафи Чагатая в міністерстві сільського господарства, природних ресурсів та енергетики (1976—1981, 1982—1983) і міністерстві охорони здоров'я, праці та соціальних питань (1981—1982).
9 травня 2010 рокуа під час партійного з'їзду як єдиний кандидат обраний генеральним секретарем ПНІ. Він змінив на цій посаді Дервіша Ероглу, який незадовго до цього був обраний Президентом республіки. 10 травня президент Ероглу висунув Кючюка на пост прем'єр-міністра. Йому було дано 14 днів для формування кабінету. 17 травня президент затвердив представлений склад уряду.
Ірсен Кючюк доводиться племінником першому віце-президенту Північного Кіпру Фазілю Кючюку. Він одружений і має двох дітей.